# Savannakhét
Savannakhét är en provinshuvudstad i Laos.   Den ligger i provinsen Savannakhet, i den centrala delen av landet, 280 km sydost om huvudstaden Vientiane. Savannakhét ligger 142 meter över havet och antalet invånare är 66 553.
Terrängen runt Savannakhét är platt. Runt Savannakhét är det ganska tätbefolkat, med 207 invånare per kvadratkilometer. Det finns inga andra samhällen i närheten. Omgivningarna runt Savannakhét är en mosaik av jordbruksmark och naturlig växtlighet.